# 24 timmar
"24 timmar" är en sång skriven av Niklas Strömstedt. Den finns med på hans studioalbum Långt liv i lycka från 1997, men utgavs också som singel samma år. 24 timmar var den tredje singeln från albumet.
Singeln gavs ut på CD med en "vårmix" av låten som A-sida och albumversionen som B-sida.
24 timmar tog sig inte in på Svenska singellistan, men låg en vecka på plats nio på Svensktoppen 1997 mellan den 28 juni och 4 juli.

## Låtlista
1. "24 timmar" (vårmix)
2. "24 timmar" (albumversionen)